# Aldemar Schiffkorn (Germanist)
Aldemar Schiffkorn (* 26. Juli 1915 in Graz; † 22. November 1987 in Wels) war ein österreichischer Germanist und Volksbildner.

## Leben
Aldemar Schiffkorn studierte ab 1936 an der Universität Graz und an der Universität Wien Germanistik und promovierte in Wien 1941 zum Thema Die Grazer Theaterschule. 1939 bis 1945 leistete er Wehrdienst.
1945 bis 1947 war er Leiter des Stadtmuseums in Trier und Ausstellungsorganisator in der Karl-Marx-Gedenkstätte.
1947 wechselte er nach Linz zum Amt der oberösterreichischen Landesregierung in die Kulturabteilung. Dort war er Leiter des Oberösterreichischen Volksbildungswerks und baute dieses auf. 1950 initiierte er das Adalbert-Stifter-Institut in Linz, das er bis 1966 leitete. 1955 bis 1980 war er Leiter des Landesinstituts für Volksbildung und Heimatpflege und bundesstaatlicher Volksbildungsreferent für Oberösterreich. 1956 bis 1966 saß er im Programmbeirat des ORF, 1980 wurde er Präsident des Österreichischen Volksliedwerks.
Schiffkorn verfasste zahlreiche wissenschaftliche Beiträge zur oberösterreichischen Kulturgeschichte. Sein Sohn Aldemar Schiffkorn jun. war ebenfalls beim Land Oberösterreich im Kulturbereich tätig.

## Auszeichnungen
- Berufstitel Professor